# Betek
Die Betek GmbH & Co. KG ist ein deutscher Hersteller von hartmetallbestückten Verschleißwerkzeugen. Die Werkzeugsysteme für etwa 15 Anwendungsbereiche werden am deutschen Standort in Aichhalden im Schwarzwald entwickelt, konstruiert und gefertigt. Schwerpunkte im Produktprogramm bilden der Straßenbau, der Spezialtiefbau, die Recyclingindustrie sowie Bergbau und Tunnelbau.

## Geschichte
Das Unternehmen ging im Jahr 1981 aus dem Unternehmen Karl Simon hervor, das ursprünglich Bauteile für die lokale Uhrenindustrie veredelte. Erste Aufträge für Betek waren Hartmetall-Werkzeuge für den Kohlebergbau. Traditionell werden bis heute Werkzeugsysteme für Teilschnittmaschinen, Walzenschrämlader und Continuous Miner geliefert. Nach und nach wurde das Programm auf weitere Bereiche erweitert. Zusätzlich produziert Betek Hartmetall in verschiedenen Geometrien für industrielle Bereiche. Seit 1993 gehört Betek zusammen mit der gesamten Simon-Unternehmensgruppe, die aus vier Einzelunternehmen besteht, zur börsennotierten Indus Holding AG. 2015 hat das Unternehmen, zusammen mit der Bilstein & Siekermann GmbH + Co. KG, eine eigene Fertigung in Taicang aufgebaut, um bis dato aus Deutschland belieferte Kunden vor Ort zu bedienen. Seit Juni 2020 gehört das Unternehmen zu den TOP 100 der innovativsten Mittelständler Deutschlands.

## Produkte
Werkzeugsysteme für über 15 Anwendungsbereiche werden in enger Zusammenarbeit mit OEMs am Hauptsitz im Schwarzwald entwickelt, konstruiert und gefertigt. Kennzeichnend für die Spezialwerkzeuge von Betek ist die auf die jeweilige Anwendung abgestimmte Hartmetallsorte. Das Unternehmen fertigt Werkzeugsysteme unter anderem für folgende Anwendungen:
- Straßenfräsen[6]
- Tagebau
- Stabilisieren
- Spezialtiefbau[6]
- Horizontalspülbohrverfahren
- Schlitzwandfräsen
- Berg- und Tunnelbau[6]
- Gleisbau
- Bodenbearbeitung
- Brechen und Mischen
- Baggeranbaufräsen
- TungStuds[7]
- Verschleißschutz